# Badminton-Asienmeisterschaft 2009
Die Badminton-Asienmeisterschaft 2009 fand in Suwon, Südkorea, vom 7. bis 12. April 2009 statt. Das Preisgeld betrug 150.000 USD.

## Austragungsort
- Suwon Sports Complex

## Medaillengewinner
| Disziplin    | Gold                        | Silber                      | Bronze                        |
| ------------ | --------------------------- | --------------------------- | ----------------------------- |
| Herreneinzel | Bao Chunlai                 | Chen Long                   | Sho Sasaki                    |
| Herreneinzel | Bao Chunlai                 | Chen Long                   | Du Pengyu                     |
| Dameneinzel  | Zhu Lin                     | Xie Xingfang                | Wang Yihan                    |
| Dameneinzel  | Zhu Lin                     | Xie Xingfang                | Wang Lin                      |
| Herrendoppel | Markis Kido Hendra Setiawan | Ko Sung-hyun Yoo Yeon-seong | Chai Biao Liu Xiaolong        |
| Herrendoppel | Markis Kido Hendra Setiawan | Ko Sung-hyun Yoo Yeon-seong | Hwang Ji-man Han Sang-hoon    |
| Damendoppel  | Ma Jin Wang Xiaoli          | Lee Hyo-jung Lee Kyung-won  | Cheng Wen-hsing Chien Yu-chin |
| Damendoppel  | Ma Jin Wang Xiaoli          | Lee Hyo-jung Lee Kyung-won  | Zhang Jiewen Yang Wei         |
| Mixed        | Lee Yong-dae Lee Hyo-jung   | Yoo Yeon-seong Kim Min-jung | Tao Jiaming Ma Jin            |
| Mixed        | Lee Yong-dae Lee Hyo-jung   | Yoo Yeon-seong Kim Min-jung | Noriyasu Hirata Miyuki Maeda  |

## Ergebnisse

### Herreneinzel
- Nyothin Latsavong –  Oleg Savatugin: 21-7 / 21-17
- Sajan Krishna Tamrakar –  Uuganbayar Terbish: 21-11 / 17-21 / 21-17
- Raju Paneru –  Ismail Fayaz: 21-10 / 21-6
- Hassan Afsheem Shaheem –  Alisher Zakhidov: 21-11 / 21-13
- Chanthan Mao –  Trikishmyrat Poladov: 21-3 / 21-2
- Yerzhakanov Samat –  Sahadev Khadka: 21-10 / 26-24
- Park Sung-min –  Phakornkham Fongmalayseng: 21-7 / 21-13
- Son Wan-ho –  Nguyễn Hoàng Nam: 21-14 / 21-8
- Du Pengyu –  Chong Wei Feng: 21-10 / 21-7
- Koichi Saeki –  Chanpisey Vann: 21-12 / 21-5
- Kenichi Tago –  Lin Yu Jui: 21-15 / 21-19
- Kim Sa-rang –  Enkhbat Olonbayar: 21-8 / 21-8
- Jang Young-soo –  Tanongsak Saensomboonsuk: 17-21 / 23-21 / 21-15
- Dinuka Karunaratne –  Hadjimuhammet Nuryev: 21-5 / 21-3
- Kazuteru Kozai –  Chetan Anand: 21-13 / 21-19
- Hsueh Hsuan-yi –  Sajan Krishna Tamrakar: 21-4 / 21-8
- Ng Wei –  Tan Chun Seang: 21-17 / 21-11
- Chou Tien-chen –  Emil Mirgalautdinov: 21-7 / 21-10
- Han Ki-hoon –  Hsieh Yu-hsing: 21-15 / 21-14
- Rho Ye-wook –  Hussein Zayan Shaheed Zaki: 21-2 / 21-2
- Muhammad Hafiz Hashim –  Raju Paneru: 21-6 / 21-7
- Chen Long –  Ratnajit Tamang: 21-4 / 21-7
- Kashyap Parupalli –  Kishor Rana: 21-7 / 21-7
- Hong Ji-hoon –  Suttapa Ekworathien: 21-12 / 21-5
- Anand Pawar –  Chanthan Mao: 21-5 / 21-3
- Nguyễn Tiến Minh –  Mikhail Zakharov: 21-9 / 21-6
- Kennevic Asuncion –  Ha Anh Le: 21-15 / 21-13
- Kuan Beng Hong –  Kazushi Yamada: 21-15 / 21-13
- Qiu Yanbo –  Park Wan Ho: 19-21 / 21-11 / 21-17
- Bao Chunlai –  Niluka Karunaratne: 21-14 / 21-18
- Sophoan Nuon –  Sainbuyan Purevsuren: 22-20 / 24-26 / 21-8
- Zhou Wenlong –  Yerzhakanov Samat: 21-7 / 21-7
- Lee Cheol-ho –  Zolzaya Munkhbaatar: 21-7 / 21-1
- Chan Yan Kit –  Gabriel Villanueva: 21-11 / 21-10
- Liao Sheng-shiun –  Arif Abdul Latif: 21-19 / 21-19
- Sho Sasaki –  Daren Liew: 17-21 / 21-16 / 21-11
- Antonino Benjamin Gadi –  Hassan Afsheem Shaheem: 21-10 / 21-3
- Boonsak Ponsana –  Nyothin Latsavong: 21-5 / 21-7
- Son Wan-ho –  Park Sung-min: 21-16 / 21-8
- Du Pengyu –  Koichi Saeki: 21-18 / 21-12
- Kim Sa-rang –  Kenichi Tago: 22-20 / 21-19
- Jang Young-soo –  Dinuka Karunaratne: 21-10 / 21-8
- Kazuteru Kozai –  Hsueh Hsuan-yi: 21-12 / 21-15
- Ng Wei –  Chou Tien-chen: 21-17 / 21-16
- Rho Ye-wook –  Han Ki-hoon: 21-19 / 21-12
- Chen Long –  Muhammad Hafiz Hashim: 21-14 / 14-21 / 21-14
- Kashyap Parupalli –  Hong Ji-hoon: 21-14 / 7-21 / 21-19
- Nguyễn Tiến Minh –  Anand Pawar: 16-21 / 21-15 / 21-16
- Kuan Beng Hong –  Kennevic Asuncion: 21-14 / 21-13
- Bao Chunlai –  Qiu Yanbo: 21-17 / 21-16
- Zhou Wenlong –  Sophoan Nuon: 21-3 / 21-8
- Lee Cheol-ho –  Chan Yan Kit: 21-18 / 19-21 / 21-17
- Sho Sasaki –  Liao Sheng-shiun: 21-18 / 16-21 / 21-18
- Boonsak Ponsana –  Antonino Benjamin Gadi: 21-6 / 21-12
- Du Pengyu –  Son Wan-ho: 21-19 / 23-21
- Jang Young-soo –  Kim Sa-rang: 21-13 / 21-18
- Kazuteru Kozai –  Ng Wei: 21-10 / 21-11
- Chen Long –  Rho Ye-wook: 21-14 / 12-3 Ret.
- Kashyap Parupalli –  Nguyễn Tiến Minh: 21-19 / 17-21 / 21-11
- Bao Chunlai –  Kuan Beng Hong: 21-16 / 10-21 / 21-13
- Zhou Wenlong –  Lee Cheol-ho: 21-14 / 22-20
- Sho Sasaki –  Boonsak Ponsana: 21-16 / 21-11
- Du Pengyu –  Jang Young-soo: 20-22 / 21-13 / 21-14

|  | Viertelfinale | Viertelfinale     | Viertelfinale | Viertelfinale | Viertelfinale |              |             | Halbfinale | Halbfinale | Halbfinale | Halbfinale | Halbfinale |  |  | Finale | Finale | Finale | Finale | Finale |
|  |               |                   |               |               |               |              |             |            |            |            |            |            |  |  |        |        |        |        |        |
|  |               | Du Pengyu         | 20            | 21            | 21            |              |             |            |            |            |            |            |  |  |        |        |        |        |        |
|  |               | Jang Young-soo    | 22            | 13            | 14            |              |             |            |            |            |            |            |  |  |        |        |        |        |        |
|  |               | Jang Young-soo    | 22            | 13            | 14            | Du Pengyu    | 16          | 26         |            |            |            |            |  |  |        |        |        |        |        |
|  |               |                   |               |               |               | Du Pengyu    | 16          | 26         |            |            |            |            |  |  |        |        |        |        |        |
|  |               |                   | Chen Long     | 21            | 28            |              |             |            |            |            |            |            |  |  |        |        |        |        |        |
|  |               | Kazuteru Kozai    | Chen Long     | 21            | 28            | 8            | 17          |            |            |            |            |            |  |  |        |        |        |        |        |
|  |               |                   |               |               |               | 8            | 17          |            |            |            |            |            |  |  |        |        |        |        |        |
|  |               | Chen Long         | 21            | 21            |               |              |             |            |            |            |            |            |  |  |        |        |        |        |        |
|  |               |                   |               |               |               |              |             | Chen Long  | 21         | 10         | 16         |            |  |  |        |        |        |        |        |
|  |               | 4                 | Bao Chunlai   | 16            | 21            | 21           |             |            |            |            |            |            |  |  |        |        |        |        |        |
|  |               | Kashyap Parupalli | 21            | 9             | 16            |              |             |            |            |            |            |            |  |  |        |        |        |        |        |
|  | 4             | Bao Chunlai       | 15            | 21            | 21            |              |             |            |            |            |            |            |  |  |        |        |        |        |        |
|  | 4             | Bao Chunlai       | 15            | 21            | 21            | 4            | Bao Chunlai | 22         | 21         |            |            |            |  |  |        |        |        |        |        |
|  |               |                   |               |               |               | 4            | Bao Chunlai | 22         | 21         |            |            |            |  |  |        |        |        |        |        |
|  |               | 9                 | Sho Sasaki    | 20            | 10            |              |             |            |            |            |            |            |  |  |        |        |        |        |        |
|  | PFQ           | 9                 | Sho Sasaki    | 20            | 10            | Zhou Wenlong | 18          | 16         |            |            |            |            |  |  |        |        |        |        |        |
|  | PFQ           |                   |               |               |               |              | 18          | 16         |            |            |            |            |  |  |        |        |        |        |        |
|  | 9             | Sho Sasaki        | 21            | 21            |               |              |             |            |            |            |            |            |  |  |        |        |        |        |        |

### Dameneinzel
- Sayali Gokhale –  Munkhchimeg Mendjargal: 21-8 / 21-4
- Wi Jin-ah –  Tee Jing Yi: 16-21 / 21-19 / 21-17
- Vũ Thị Trang –  Aminath Ahmed Didi: 21-5 / 21-6
- Yuka Kusunose –  Khulangoo Baatar: 21-4 / 21-0
- Nguyễn Thị Sen –  Yana Katerinich: 21-8 / 21-3
- Veronika Sorokina –  Thilini Jayasinghe: 19-21 / 22-20 / 21-13
- Achini Nimeshika Ratnasiri –  Victoriya Zeluyko: 21-6 / 21-2
- Pai Hsiao-ma –  P. C. Thulasi: 21-9 / 20-22 / 21-7
- Yang Ran-sun –  Karimova Kamila: 21-11 / 21-6
- Thái Thị Hồng Gấm –  Violetta Arutyunyan: 21-3 / 21-2
- Kang Hae-won –  Chan Hung Yung: 21-14 / 21-5
- Chandrika de Silva –  Anna Smirnova: 21-13 / 21-15
- Sung Ji-hyun –  Karina Suleyeva: 21-5 / 21-6
- Zhu Jingjing –  Sayali Gokhale: 21-17 / 21-13
- Wi Jin-ah –  Vũ Thị Trang: 21-17 / 21-9
- Kim Moon-hi –  Yuka Kusunose: 21-17 / 21-17
- Nguyễn Thị Sen –  Veronika Sorokina: 21-11 / 21-17
- Phùng Nguyễn Phương Nhi –  Achini Nimeshika Ratnasiri: 21-16 / 21-10
- Pai Hsiao-ma –  Yang Ran-sun: 21-16 / 21-17
- Thái Thị Hồng Gấm –  Kang Hae-won: 21-18 / 19-21 / 21-14
- Sung Ji-hyun –  Chandrika de Silva: 21-4 / 21-10
- Zhu Jingjing –  Wi Jin-ah: 21-13 / 22-20
- Kim Moon-hi –  Nguyễn Thị Sen: 21-11 / 21-11
- Pai Hsiao-ma –  Phùng Nguyễn Phương Nhi: 21-9 / 21-9
- Sung Ji-hyun –  Thái Thị Hồng Gấm: 21-13 / 21-11
- Zhou Mi –  Megumi Taruno: 21-11 / 21-11
- Zhu Jingjing –  Sayaka Sato: 21-16 / 21-19
- Zhu Lin –  Bae Yeon-ju: 18-21 / 21-17 / 21-10
- Porntip Buranaprasertsuk –  Sung Ji-hyun: 23-21 / 21-16
- Wang Lin –  Yip Pui Yin: 17-21 / 21-7 / 21-12
- Wong Mew Choo –  Mong Kwan Yi: 21-8 / 21-9
- Jiang Yanjiao –  Saina Nehwal: 14-21 / 21-14 / 21-12
- Chen Hsiao-huan –  Lydia Cheah Li Ya: 18-21 / 22-20 / 21-13
- Julia Wong Pei Xian –  Jang Soo-young: 21-18 / 21-11
- Wang Yihan –  Hwang Hye-youn: 3-0 Ret.
- Kim Moon-hi –  Salakjit Ponsana: 21-19 / 21-15
- Wang Chen –  Ai Goto: 21-15 / 21-10
- Chiang Pei-hsin –  Aditi Mutatkar: 21-13 / 21-11
- Xie Xingfang –  Pai Hsiao-ma: 21-14 / 21-17
- Bae Seung-hee –  Mayu Sekiya: 21-19 / 21-17
- Lu Lan –  Sannatasah Saniru: 21-9 / 21-12
- Zhou Mi –  Zhu Jingjing: 21-19 / 21-16
- Zhu Lin –  Porntip Buranaprasertsuk: 21-6 / 21-16
- Wang Lin –  Wong Mew Choo: 23-21 / 21-16
- Jiang Yanjiao –  Chen Hsiao-huan: 21-17 / 21-10
- Wang Yihan –  Julia Wong Pei Xian: 21-9 / 21-16
- Wang Chen –  Kim Moon-hi: 21-14 / 21-13
- Xie Xingfang –  Chiang Pei-hsin: 21-16 / 19-21 / 21-14
- Lu Lan –  Bae Seung-hee: 21-12 / 21-12

|  | Viertelfinale | Viertelfinale | Viertelfinale | Viertelfinale | Viertelfinale |            |              | Halbfinale | Halbfinale | Halbfinale | Halbfinale | Halbfinale |  |  | Finale | Finale | Finale | Finale | Finale |
|  |               |               |               |               |               |            |              |            |            |            |            |            |  |  |        |        |        |        |        |
|  | 1             | Zhou Mi       | 12            | 21            | 15            |            |              |            |            |            |            |            |  |  |        |        |        |        |        |
|  | 6             | Zhu Lin       | 21            | 13            | 21            |            |              |            |            |            |            |            |  |  |        |        |        |        |        |
|  | 6             | Zhu Lin       | 21            | 13            | 21            | 6          | Zhu Lin      | 21         | 21         |            |            |            |  |  |        |        |        |        |        |
|  |               |               |               |               |               | 6          | Zhu Lin      | 21         | 21         |            |            |            |  |  |        |        |        |        |        |
|  |               | 3             | Wang Lin      | 12            | 16            |            |              |            |            |            |            |            |  |  |        |        |        |        |        |
|  | 3             | 3             | Wang Lin      | 12            | 16            | Wang Lin   | w.           | o.         |            |            |            |            |  |  |        |        |        |        |        |
|  | 3             |               |               |               |               |            | w.           | o.         |            |            |            |            |  |  |        |        |        |        |        |
|  |               | Jiang Yanjiao |               |               |               |            |              |            |            |            |            |            |  |  |        |        |        |        |        |
|  |               |               |               |               |               |            | 6            | Zhu Lin    | 21         | 21         |            |            |  |  |        |        |        |        |        |
|  |               | 5             | Xie Xingfang  | 11            | 10            |            |              |            |            |            |            |            |  |  |        |        |        |        |        |
|  | 8             | Wang Yihan    | 21            | 21            |               |            |              |            |            |            |            |            |  |  |        |        |        |        |        |
|  | 4             | Wang Chen     | 16            | 17            |               |            |              |            |            |            |            |            |  |  |        |        |        |        |        |
|  | 4             | Wang Chen     | 16            | 17            | 8             | Wang Yihan | 18           | 21         | 12         |            |            |            |  |  |        |        |        |        |        |
|  |               |               |               |               |               | Wang Yihan | 18           | 21         | 12         |            |            |            |  |  |        |        |        |        |        |
|  |               | 5             | Xie Xingfang  | 21            | 19            | 21         |              |            |            |            |            |            |  |  |        |        |        |        |        |
|  | 5             | 5             | Xie Xingfang  | 21            | 19            | 21         | Xie Xingfang | 21         | 21         |            |            |            |  |  |        |        |        |        |        |
|  | 5             |               |               |               |               |            | Xie Xingfang | 21         | 21         |            |            |            |  |  |        |        |        |        |        |
|  | 2             | Lu Lan        | 11            | 18            |               |            |              |            |            |            |            |            |  |  |        |        |        |        |        |

### Herrendoppel
- Enkhbat Olonbayar /  Uuganbayar Terbish –  Sahadev Khadka /  Sajan Krishna Tamrakar: 21-13 / 21-14
- Chung Eui-seok /  Kwon Yi-goo –  Hadjimuhammet Nuryev /  Trikishmyrat Poladov: 21-1 / 21-0
- Wu Chun-wei /  Lin Yen-jui –  Chanpisey Vann /  Chanthan Mao: 21-6 / 21-3
- Oleg Savatugin /  Alisher Zakhidov –  Raju Paneru /  Ratnajit Tamang: 21-17 / 21-14
- Li Tian /  Chen Zhiben –  Dinuka Karunaratne /  Niluka Karunaratne: 20-22 / 21-11 / 21-8
- Mikhail Zakharov /  Yerzhakanov Samat –  Hussein Zayan Shaheed Zaki /  Ismail Fayaz: 21-10 / 21-10
- Yoshiteru Hirobe /  Hajime Komiyama –  Enkhbat Olonbayar /  Uuganbayar Terbish: 21-6 / 21-5
- Chung Eui-seok /  Kwon Yi-goo –  Sainbuyan Purevsuren /  Zolzaya Munkhbaatar: 21-4 / 21-4
- Wu Chun-wei /  Lin Yen-jui –  Oleg Savatugin /  Alisher Zakhidov: 21-13 / 21-10
- Li Tian /  Chen Zhiben –  Mikhail Zakharov /  Yerzhakanov Samat: 21-6 / 21-11
- Markis Kido /  Hendra Setiawan –  Yoshiteru Hirobe /  Hajime Komiyama: 21-12 / 17-21 / 21-10
- Tao Jiaming /  Sun Junjie –  Hu Chung-shien /  Tsai Chia-hsin: 21-13 / 21-12
- Chen Hung-ling /  Lin Yu-lang –  Mak Hee Chun /  Tan Wee Kiong: 21-10 / 21-16
- Wu Chun-wei /  Lin Yen-jui –  Nguyễn Hoàng Nam /  Huỳnh Nguyễn Khang: 21-13 / 21-15
- Kenichi Hayakawa /  Kenta Kazuno –  Anousone Sihalath /  Phakornkham Fongmalayseng: 21-4 / 21-17
- Chai Biao /  Liu Xiaolong –  Sophoan Nuon /  Suttapa Ekworathien: 21-6 / 21-10
- Hoon Thien How /  Lin Woon Fui –  Lee Yong-dae /  Shin Baek-cheol: 21-18 / 21-16
- Chung Eui-seok /  Kwon Yi-goo –  Wong Wai Hong /  Shinta Dewi: 16-21 / 21-17 / 24-22
- Han Sang-hoon /  Hwang Ji-man –  Vanhpasith Philavanh /  Nyothin Latsavong: 21-12 / 21-10
- Chung Chiat Khoo /  Ong Soon Hock –  Kim Dae-eun /  Kim Ki-eung: 21-15 / 21-17
- Songphon Anugritayawon /  Sudket Prapakamol –  Dương Bảo Đức /  Phạm Cao Hiếu: 21-8 / 21-13
- Li Tian /  Chen Zhiben –  Fang Chieh-min /  Lee Sheng-mu: 21-23 / 21-11 / 21-14
- Guo Zhendong /  Xu Chen –  Rupesh Kumar /  Sanave Thomas: 21-18 / 21-19
- Ko Sung-hyun /  Yoo Yeon-seong –  Hirokatsu Hashimoto /  Noriyasu Hirata: 20-22 / 21-10 / 21-18
- Hui Wai Ho /  Albertus Susanto Njoto –  Kennevic Asuncion /  Antonino Benjamin Gadi: 21-12 / 21-13
- Cho Gun-woo /  Kim Gi-jung –  Shintaro Ikeda /  Shuichi Sakamoto: 21-15 / 19-21 / 21-11
- Markis Kido /  Hendra Setiawan –  Tao Jiaming /  Sun Junjie: 21-15 / 7-21 / 22-20
- Chen Hung-ling /  Lin Yu-lang –  Wu Chun-wei /  Lin Yen-jui: 21-16 / 21-19
- Chai Biao /  Liu Xiaolong –  Kenichi Hayakawa /  Kenta Kazuno: 23-21 / 21-15
- Hoon Thien How /  Lin Woon Fui –  Chung Eui-seok /  Kwon Yi-goo: 21-13 / 18-21 / 21-13
- Han Sang-hoon /  Hwang Ji-man –  Chung Chiat Khoo /  Ong Soon Hock: 22-20 / 21-14
- Songphon Anugritayawon /  Sudket Prapakamol –  Li Tian /  Chen Zhiben: 22-20 / 22-20
- Ko Sung-hyun /  Yoo Yeon-seong –  Guo Zhendong /  Xu Chen: 21-11 / 23-21
- Cho Gun-woo /  Kim Gi-jung –  Hui Wai Ho /  Albertus Susanto Njoto: 21-18 / 19-21 / 21-15

|  | Viertelfinale | Viertelfinale                            | Viertelfinale               | Viertelfinale | Viertelfinale              |                             |                             | Halbfinale                  | Halbfinale | Halbfinale | Halbfinale | Halbfinale |  |  | Finale | Finale | Finale | Finale | Finale |
|  |               |                                          |                             |               |                            |                             |                             |                             |            |            |            |            |  |  |        |        |        |        |        |
|  | 1             | Markis Kido Hendra Setiawan              | 21                          | 21            |                            |                             |                             |                             |            |            |            |            |  |  |        |        |        |        |        |
|  | 6             | Chen Hung-ling Lin Yu-lang               | 15                          | 10            |                            |                             |                             |                             |            |            |            |            |  |  |        |        |        |        |        |
|  | 6             | Chen Hung-ling Lin Yu-lang               | 15                          | 10            | 1                          | Markis Kido Hendra Setiawan | 21                          | 21                          |            |            |            |            |  |  |        |        |        |        |        |
|  |               |                                          |                             |               |                            | Markis Kido Hendra Setiawan | 21                          | 21                          |            |            |            |            |  |  |        |        |        |        |        |
|  |               |                                          | Chai Biao Liu Xiaolong      | 17            | 15                         |                             |                             |                             |            |            |            |            |  |  |        |        |        |        |        |
|  |               | Chai Biao Liu Xiaolong                   | Chai Biao Liu Xiaolong      | 17            | 15                         | 23                          | 21                          |                             |            |            |            |            |  |  |        |        |        |        |        |
|  |               |                                          |                             |               |                            | 23                          | 21                          |                             |            |            |            |            |  |  |        |        |        |        |        |
|  | 5             | Hoon Thien How Lin Woon Fui              | 21                          | 19            |                            |                             |                             |                             |            |            |            |            |  |  |        |        |        |        |        |
|  |               |                                          |                             |               |                            |                             | 1                           | Markis Kido Hendra Setiawan | 21         | 26         |            |            |  |  |        |        |        |        |        |
|  |               | 8                                        | Ko Sung-hyun Yoo Yeon-seong | 18            | 24                         |                             |                             |                             |            |            |            |            |  |  |        |        |        |        |        |
|  |               | Hwang Ji-man Han Sang-hoon               | 21                          | 21            |                            |                             |                             |                             |            |            |            |            |  |  |        |        |        |        |        |
|  |               | Songphon Anugritayawon Sudket Prapakamol | 13                          | 15            |                            |                             |                             |                             |            |            |            |            |  |  |        |        |        |        |        |
|  |               | Songphon Anugritayawon Sudket Prapakamol | 13                          | 15            | Hwang Ji-man Han Sang-hoon | 21                          | 15                          | 16                          |            |            |            |            |  |  |        |        |        |        |        |
|  |               |                                          |                             |               |                            | 21                          | 15                          | 16                          |            |            |            |            |  |  |        |        |        |        |        |
|  |               | 8                                        | Ko Sung-hyun Yoo Yeon-seong | 19            | 21                         | 21                          |                             |                             |            |            |            |            |  |  |        |        |        |        |        |
|  | 8             | 8                                        | Ko Sung-hyun Yoo Yeon-seong | 19            | 21                         | 21                          | Ko Sung-hyun Yoo Yeon-seong | 21                          | 21         |            |            |            |  |  |        |        |        |        |        |
|  | 8             |                                          |                             |               |                            |                             | Ko Sung-hyun Yoo Yeon-seong | 21                          | 21         |            |            |            |  |  |        |        |        |        |        |
|  |               | Cho Gun-woo Kim Gi-jung                  | 17                          | 12            |                            |                             |                             |                             |            |            |            |            |  |  |        |        |        |        |        |

### Damendoppel
- Yoo Hyun-young /  Jang Soo-young –  Anna Smirnova /  Yana Katerinich: 21-6 / 21-4
- Marylen Ng Poau Leng /  Woon Khe Wei –  Sayaka Sato /  Yuka Kusunose: 14-21 / 22-20 / 21-18
- Mizuki Fujii /  Reika Kakiiwa –  Ko Hyun-jeong /  Park Sun-young: 17-21 / 21-14 / 21-15
- Zhao Tingting /  Zhang Yawen –  Chan Hung Yung /  Chau Hoi Wah: 21-11 / 21-13
- Wang Siyun /  Zhang Jinkang –  Achini Nimeshika Ratnasiri /  Thilini Jayasinghe: 21-6 / 21-9
- Zhang Dan /  Zhang Zhibo –  Nguyễn Thị Sen /  Vũ Thị Trang: 21-7 / 21-16
- Duanganong Aroonkesorn /  Kunchala Voravichitchaikul –  Victoriya Zeluyko /  Violetta Arutyunyan: 21-1 / 21-2
- Chang Ye-na /  Kim Min-seo –  Louisa Koon Wai Chee /  Mong Kwan Yi: 21-13 / 21-13
- Eom Hye-won /  Jung Kyung-eun –  Shizuka Matsuo /  Mami Naito: 21-14 / 21-16
- Karina Suleyeva /  Veronika Sorokina –  Khulangoo Baatar /  Munkhchimeg Mendjargal: 21-10 / 21-5
- Cheng Hsiao-yun /  Wang Pei-rong –  Nairul Suhaida Abdul Latif /  Goh Liu Ying: 25-27 / 21-19 / 21-16
- Ma Jin /  Wang Xiaoli –  Amelia Alicia Anscelly /  Lim Yin Loo: 21-4 / 21-16
- Cheng Wen-hsing /  Chien Yu-chin –  Yoo Hyun-young /  Jang Soo-young: 21-14 / 21-13
- Mizuki Fujii /  Reika Kakiiwa –  Marylen Ng Poau Leng /  Woon Khe Wei: 18-21 / 21-16 / 21-16
- Lee Hyo-jung /  Lee Kyung-won –  Zhao Tingting /  Zhang Yawen: 22-20 / 21-13
- Wang Siyun /  Zhang Jinkang –  Zhang Dan /  Zhang Zhibo: 21-19 / 21-11
- Chang Ye-na /  Kim Min-seo –  Duanganong Aroonkesorn /  Kunchala Voravichitchaikul: 21-15 / 16-21 / 21-18
- Yang Wei /  Zhang Jiewen –  Eom Hye-won /  Jung Kyung-eun: 21-11 / 21-15
- Cheng Hsiao-yun /  Wang Pei-rong –  Karina Suleyeva /  Veronika Sorokina: 21-7 / 21-11
- Ma Jin /  Wang Xiaoli –  Ha Jung-eun /  Kim Min-jung: 19-21 / 21-13 / 21-18

|  | Viertelfinale | Viertelfinale                 | Viertelfinale              | Viertelfinale | Viertelfinale                 |                            |    | Halbfinale                 | Halbfinale | Halbfinale | Halbfinale | Halbfinale |  |  | Finale | Finale | Finale | Finale | Finale |
|  |               |                               |                            |               |                               |                            |    |                            |            |            |            |            |  |  |        |        |        |        |        |
|  | 1             | Chien Yu-chin Cheng Wen-hsing | 21                         | 21            |                               |                            |    |                            |            |            |            |            |  |  |        |        |        |        |        |
|  |               | Mizuki Fujii Reika Kakiiwa    | 15                         | 18            |                               |                            |    |                            |            |            |            |            |  |  |        |        |        |        |        |
|  | 1             | Mizuki Fujii Reika Kakiiwa    | 15                         | 18            | Chien Yu-chin Cheng Wen-hsing | 19                         | 18 |                            |            |            |            |            |  |  |        |        |        |        |        |
|  | 1             |                               |                            |               |                               |                            | 18 |                            |            |            |            |            |  |  |        |        |        |        |        |
|  |               | 3                             | Lee Hyo-jung Lee Kyung-won | 21            | 21                            |                            |    |                            |            |            |            |            |  |  |        |        |        |        |        |
|  | 3             | 3                             | Lee Hyo-jung Lee Kyung-won | 21            | 21                            | Lee Hyo-jung Lee Kyung-won | 22 | 21                         |            |            |            |            |  |  |        |        |        |        |        |
|  | 3             |                               |                            |               |                               |                            | 22 | 21                         |            |            |            |            |  |  |        |        |        |        |        |
|  |               | Zhang Jinkang Wang Siyun      | 19                         | 8             |                               |                            |    |                            |            |            |            |            |  |  |        |        |        |        |        |
|  |               |                               |                            |               |                               |                            | 3  | Lee Hyo-jung Lee Kyung-won | 11         | 18         |            |            |  |  |        |        |        |        |        |
|  |               |                               | Ma Jin Wang Xiaoli         | 21            | 21                            |                            |    |                            |            |            |            |            |  |  |        |        |        |        |        |
|  |               | Kim Mi-young Chang Ye-na      | 14                         | 10            |                               |                            |    |                            |            |            |            |            |  |  |        |        |        |        |        |
|  | 4             | Zhang Jiewen Yang Wei         | 21                         | 21            |                               |                            |    |                            |            |            |            |            |  |  |        |        |        |        |        |
|  | 4             | Zhang Jiewen Yang Wei         | 21                         | 21            | 4                             | Zhang Jiewen Yang Wei      | 16 | 20                         |            |            |            |            |  |  |        |        |        |        |        |
|  |               |                               |                            |               |                               | Zhang Jiewen Yang Wei      | 16 | 20                         |            |            |            |            |  |  |        |        |        |        |        |
|  |               |                               | Ma Jin Wang Xiaoli         | 21            | 22                            |                            |    |                            |            |            |            |            |  |  |        |        |        |        |        |
|  |               | Cheng Hsiao-yun Wang Pei-rong | Ma Jin Wang Xiaoli         | 21            | 22                            | 11                         | 13 |                            |            |            |            |            |  |  |        |        |        |        |        |
|  |               |                               |                            |               |                               | 11                         | 13 |                            |            |            |            |            |  |  |        |        |        |        |        |
|  |               | Ma Jin Wang Xiaoli            | 21                         | 21            |                               |                            |    |                            |            |            |            |            |  |  |        |        |        |        |        |

### Mixed
- Niluka Karunaratne /  Chandrika de Silva –  Oleg Savatugin /  Anna Smirnova: 21-16 / 21-13
- Phạm Cao Hiếu /  Nguyễn Thị Sen –  Emil Mirgalautdinov /  Karimova Kamila: 21-11 / 21-8
- Shin Baek-cheol /  Chang Ye-na –  Dinuka Karunaratne /  Thilini Jayasinghe: 18-21 / 21-7 / 21-16
- Mikhail Zakharov /  Karina Suleyeva –  Alisher Zakhidov /  Yana Katerinich: 24-22 / 21-11
- Hassan Afsheem Shaheem /  Aminath Ahmed Didi –  Hadjimuhammet Nuryev /  Victoriya Zeluyko: 21-10 / 21-9
- Hajime Komiyama /  Mami Naito –  Niluka Karunaratne /  Chandrika de Silva: 21-15 / 21-19
- Phạm Cao Hiếu /  Nguyễn Thị Sen –  Yerzhakanov Samat /  Veronika Sorokina: 21-8 / 21-13
- Shin Baek-cheol /  Chang Ye-na –  Trikishmyrat Poladov /  Violetta Arutyunyan: 21-1 / 21-2
- Mikhail Zakharov /  Karina Suleyeva –  Hassan Afsheem Shaheem /  Aminath Ahmed Didi: 21-8 / 21-14
- Lee Yong-dae /  Lee Hyo-jung –  Huỳnh Nguyễn Khang /  Vũ Thị Trang: 21-4 / 21-8
- Razif Abdul Latif /  Woon Khe Wei –  Kenta Kazuno /  Reika Kakiiwa: 21-19 / 19-21 / 21-16
- Flandy Limpele /  Vita Marissa –  Phạm Cao Hiếu /  Nguyễn Thị Sen: 14-21 / 21-14 / 21-12
- Kim Gi-jung /  Eom Hye-won –  Hajime Komiyama /  Mami Naito: 21-6 / 21-15
- Songphon Anugritayawon /  Kunchala Voravichitchaikul –  Wong Wai Hong /  Louisa Koon Wai Chee: 21-16 / 21-14
- Tao Jiaming /  Ma Jin –  Chen Hung-ling /  Hsieh Pei-chen: 21-11 / 21-18
- Chai Biao /  Zhang Yawen –  Wang Chia-min /  Wang Pei-rong: 21-16 / 20-22 / 21-12
- Lim Khim Wah /  Marylen Ng Poau Leng –  Hirokatsu Hashimoto /  Mizuki Fujii: 21-18 / 14-21 / 21-14
- Noriyasu Hirata /  Miyuki Maeda –  Shin Baek-cheol /  Chang Ye-na: 22-20 / 19-21 / 22-20
- Ko Sung-hyun /  Ha Jung-eun –  Kenichi Hayakawa /  Shizuka Matsuo: 21-15 / 21-19
- Chen Zhiben /  Zhang Jinkang –  Dương Bảo Đức /  Thái Thị Hồng Gấm: 21-16 / 21-19
- Shinta Dewi /  Chau Hoi Wah –  Kim Dae-eun /  Jung Kyung-eun: 21-13 / 21-18
- Chan Peng Soon /  Goh Liu Ying –  Kwon Yi-goo /  Yoo Hyun-young: 21-13 / 22-20
- Valiyaveetil Diju /  Jwala Gutta –  Mikhail Zakharov /  Karina Suleyeva: 21-6 / 21-6
- Yoo Yeon-seong /  Kim Min-jung –  Fang Chieh-min /  Cheng Wen-hsing: 21-12 / 16-21 / 21-8
- Sudket Prapakamol /  Saralee Thungthongkam –  Ong Jian Guo /  Chong Sook Chin: 22-24 / 21-15 / 22-20
- Lee Yong-dae /  Lee Hyo-jung –  Razif Abdul Latif /  Woon Khe Wei: 21-19 / 22-20
- Kim Gi-jung /  Eom Hye-won –  Flandy Limpele /  Vita Marissa: 21-12 / 23-21
- Tao Jiaming /  Ma Jin –  Songphon Anugritayawon /  Kunchala Voravichitchaikul: 21-16 / 21-16
- Chai Biao /  Zhang Yawen –  Lim Khim Wah /  Marylen Ng Poau Leng: 21-14 / 21-8
- Noriyasu Hirata /  Miyuki Maeda –  Ko Sung-hyun /  Ha Jung-eun: 19-21 / 21-17 / 21-18
- Chen Zhiben /  Zhang Jinkang –  Shinta Dewi /  Chau Hoi Wah: 21-18 / 21-12
- Chan Peng Soon /  Goh Liu Ying –  Valiyaveetil Diju /  Jwala Gutta: 21-17 / 11-21 / 21-18
- Yoo Yeon-seong /  Kim Min-jung –  Sudket Prapakamol /  Saralee Thungthongkam: 17-21 / 21-9 / 22-20

|  | Viertelfinale | Viertelfinale                | Viertelfinale               | Viertelfinale | Viertelfinale                |    |    | Halbfinale                | Halbfinale | Halbfinale | Halbfinale | Halbfinale |  |  | Finale | Finale | Finale | Finale | Finale |
|  |               |                              |                             |               |                              |    |    |                           |            |            |            |            |  |  |        |        |        |        |        |
|  | 1             | Lee Yong-dae Lee Hyo-jung    | 21                          | 21            |                              |    |    |                           |            |            |            |            |  |  |        |        |        |        |        |
|  |               | Kim Gi-jung Eom Hye-won      | 9                           | 9             |                              |    |    |                           |            |            |            |            |  |  |        |        |        |        |        |
|  | 1             | Kim Gi-jung Eom Hye-won      | 9                           | 9             | Lee Yong-dae Lee Hyo-jung    | 21 | 21 |                           |            |            |            |            |  |  |        |        |        |        |        |
|  | 1             |                              |                             |               |                              |    | 21 |                           |            |            |            |            |  |  |        |        |        |        |        |
|  |               |                              | Tao Jiaming Ma Jin          | 16            | 18                           |    |    |                           |            |            |            |            |  |  |        |        |        |        |        |
|  |               | Tao Jiaming Ma Jin           | Tao Jiaming Ma Jin          | 16            | 18                           | 22 | 11 |                           |            |            |            |            |  |  |        |        |        |        |        |
|  |               |                              |                             |               |                              | 22 | 11 |                           |            |            |            |            |  |  |        |        |        |        |        |
|  | 6             | Chai Biao Zhang Yawen        | 19                          | 6             |                              |    |    |                           |            |            |            |            |  |  |        |        |        |        |        |
|  |               |                              |                             |               |                              |    | 1  | Lee Yong-dae Lee Hyo-jung | 21         | 21         |            |            |  |  |        |        |        |        |        |
|  |               |                              | Yoo Yeon-seong Kim Min-jung | 12            | 15                           |    |    |                           |            |            |            |            |  |  |        |        |        |        |        |
|  |               | Noriyasu Hirata Miyuki Maeda | 21                          | 21            |                              |    |    |                           |            |            |            |            |  |  |        |        |        |        |        |
|  |               | Chen Zhiben Zhang Jinkang    | 15                          | 18            |                              |    |    |                           |            |            |            |            |  |  |        |        |        |        |        |
|  |               | Chen Zhiben Zhang Jinkang    | 15                          | 18            | Noriyasu Hirata Miyuki Maeda | 15 | 15 |                           |            |            |            |            |  |  |        |        |        |        |        |
|  |               |                              |                             |               |                              | 15 | 15 |                           |            |            |            |            |  |  |        |        |        |        |        |
|  |               |                              | Yoo Yeon-seong Kim Min-jung | 21            | 21                           |    |    |                           |            |            |            |            |  |  |        |        |        |        |        |
|  |               | Chan Peng Soon Goh Liu Ying  | Yoo Yeon-seong Kim Min-jung | 21            | 21                           | 11 | 13 |                           |            |            |            |            |  |  |        |        |        |        |        |
|  |               |                              |                             |               |                              | 11 | 13 |                           |            |            |            |            |  |  |        |        |        |        |        |
|  |               | Yoo Yeon-seong Kim Min-jung  | 21                          | 21            |                              |    |    |                           |            |            |            |            |  |  |        |        |        |        |        |

## Medaillenspiegel
| Rang   | Land              | Gold | Silber | Bronze | Gesamt |
| ------ | ----------------- | ---- | ------ | ------ | ------ |
| 1      | China             | 3    | 2      | 6      | 11     |
| 2      | Südkorea          | 1    | 3      | 1      | 5      |
| 3      | Indonesien        | 1    | 0      | 0      | 1      |
| 4      | Japan             | 0    | 0      | 2      | 2      |
| 5      | Chinesisch Taipeh | 0    | 0      | 1      | 1      |
| Gesamt | Gesamt            | 5    | 5      | 10     | 20     |